# عبده محمد حسين الحذيفي
عبده محمد حسين الحذيفي هو سياسي، وعسكري من اليمن. ويحمل رتبة عسكرية لواء ركن.

## مناصب
عين وزيراً للداخلية في حكومة بحاح (26 مايو 2015–1 ديسمبر 2015). ويشغر حاليا منصب رئيس الجهاز المركزي للامن السياسي وكان عضواً في مجلس النواب اليمني (منذ 27 أبريل 2003) حاصل على بكالريوس وماجستير في العلوم العسكرية من سوريا وكذلك على البكالوريوس والماجستير في هندسة الديكور والفنون الجميلة من إيطاليا
| المناصب السياسية   | المناصب السياسية                                  | المناصب السياسية |
| ------------------ | ------------------------------------------------- | ---------------- |
| سبقه جلال الرويشان | وزير الداخلية اليمني 26 مايو 2015 - 1 ديسمبر 2015 | تبعه حسين عرب    |